# Hechaluz

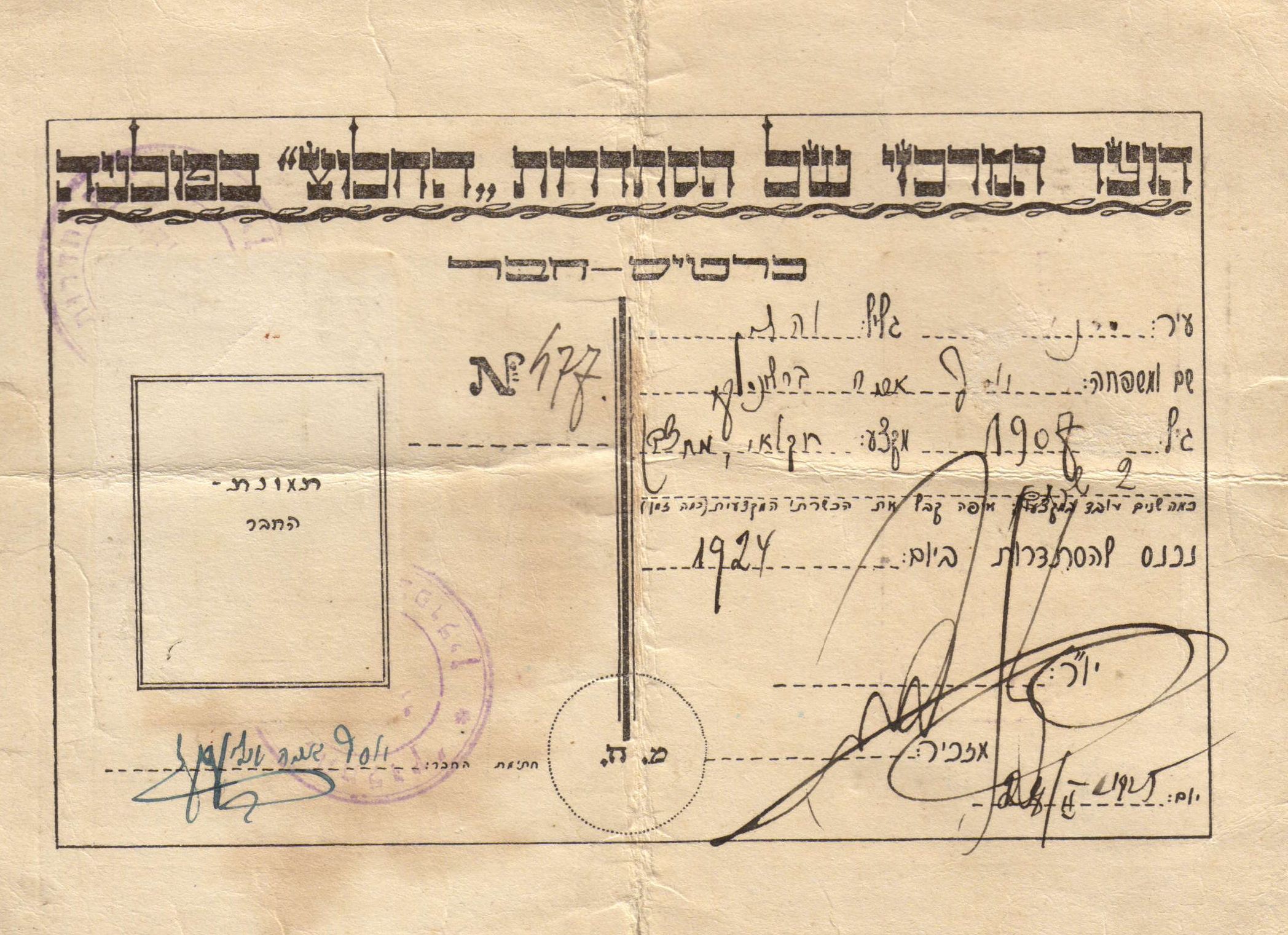
Polnische Mitgliedskarte des Hechaluz, 1924

Hechaluz (hebräisch הֶחָלוּץ he-Chalūtz, deutsch ‚Der Pionier‘) war der Dachverband zionistischer Jugendorganisationen, die sich zum Ziel gesetzt hatten, die jüdische Einwanderung in Palästina (Alija) und deren Vorbereitung (Hachschara) zu organisieren.

## Geschichte
Die Anfänge des Hechaluz reichen zurück in die Zeit nach den russischen Pogromen des Jahres 1881. Es entstanden Vorläuferorganisationen, die die Auswanderung in die USA und nach Palästina propagierten. Daraus hervor gingen dann Organisationen, die zumindest eine zeitlich begrenzte Arbeit in Erez Israel zum Ziel erklärten, um dem jüdischen Volk mit Spaten und Pflug zu dienen. Mehr als die Hälfte der Chaluzim der zweiten Alija kehrten nach Europa zurück, die anderen blieben in Palästina.
Nahezu zeitgleich entstanden daraus 1904/1905 Organisationen in den USA und in Russland, die sich den Namen Hechaluz gaben. Der US-amerikanische Hechaluz wurde 1905 von Eliezer Joffe in New York gegründet.

## Deutschland
Am 16. Dezember 1922 wurde ein deutscher Landesverband gegründet, der sämtliche in Deutschland arbeitenden Chaluzim zusammenfasste. Mitglied des deutschen Landesverbandes konnte nach den Gründungssätzen jeder werden, der einen landwirtschaftlichen, handwerklichen oder jeden anderen für den Aufbau Palästinas essentiellen Beruf erlernte („Umschichtung“) oder ausübte und der sich in die jüdische Arbeiterschaft Palästinas integrieren konnte.
Zwischen Sommer 1923 und 1924 stieg die Zahl der Mitglieder des Hechaluz von anfangs 300 auf über 1000. 100 deutsche Chaluzim konnten bis 1924 nach Palästina gehen, und zur gleichen Zeit erschien auch unter dem Titel Hechaluz ein eigenes – allerdings nur kurzlebiges – Verbandsorgan in einem eigenen Verlag. Diese Verbandszeitschrift wurde von Josef Trumpeldor gegründet und geleitet.
Nach der Machtergreifung der Nazis stieg im Laufe des Jahres 1933 die Mitgliederzahl rasch bis auf geschätzt 13.000 Chaverim („Genossen“), davon war ungefähr ein Drittel weiblich. Trotz enger Zusammenarbeit mit der Zionistischen Vereinigung blieb der Hechaluz formell unabhängig. Ab 1933 existierten dreizehn Glilim („Bezirke“) mit einem Bezirksleiter an der Spitze. Leiter des Hechaluz wurde 1933 Enzo Sereni, der als Instrukteur der palästinensischen Kibbuzbewegung nach Deutschland gekommen war. 1934 folgte ihm Georg Josephthal, der 1937 Berlin verließ und dabei viele Zuständigkeiten an Jehuda Barlev und Jehuda Markus abgab.
Seit 1933 war der Hechaluz ein bedeutender Träger der Auslands-Hachschara und betreute den ersten auf französischem Gebiet gegründeten Kibbuz, den Kibbuz HaOlim. Hierüber berichtete ausführlich der damalige Hechaluz-Aktivist Perez Leshem in seinem Buch Straße zur Rettung 1933–1939, das er verstand „als ein[en] Beitrag zur Geschichte des deutschen Landesverbandes des ‚Hechaluz‘, der die Auslandshachscharah (= Vorbereitung) in zwölf verschiedenen Ländern Europas für Tausende junger Menschen aus Deutschland organisierte“.:S. 5
Ideologisch identifizierte sich der Verband mit der Mapai. Als wichtige Stütze wirkte der sozialistische Habonim, während sich das Konkurrenzverhältnis zum marxistisch geprägten Hashomer Hatzair nach 1933 noch verschärfte. In der Tradition der deutschen Jugendbewegung herrschte im Hechaluz ein gewisser Führerkult und eine Vorliebe für Fahnen und Symbole, dies, so die Absicht, sollte das Selbstbewusstsein der jüdischen Jugendlichen stärken.
Der Hechaluz-Verlag gab insgesamt 25 Broschüren u. ä. heraus, nach eigenen Angaben insgesamt über 200.000 Exemplare.
Mit der zunehmenden jüdischen Auswanderung ab 1936 nahm die Zahl der Ortsgruppen ab, und fehlendes Führungspersonal musste durch oft unerfahrene Kräfte ersetzt werden. Der Hechaluz ging im November 1938 in der Abteilung I des Palästinaamtes auf.

## Mitglieder und Aktivisten
- Hanan Aynor
- Akiba Eger (* 1913 in Königsberg; † 2001 in Netzer Sereni) emigrierte im Dezember 1935 nach seiner Ausweisung aus Luxemburg nach Palästina und wurde Mitglied im Kibbuz Netzer Sereni. Er bekleidete später einen Direktorenposten in der Histadrut.[11]:S. 44, S. 55
- Kurt Goldstein
- Nathan Schwalb
- David Shaltiel